# 최후의 경전
《최후의 경전》은 소설가 김진명(金辰明, 1958년~)이 인류를 구원할 마지막 지혜와 신비하게 전해져 내려오는 숫자에 관해 다룬 2010년에 쓴 소설이다.

## 저자소개
김진명(金辰明, 1957년~)은 한국의 출판 역사상 최대의 베스트 셀러를 보유하고 있는 작가이다. 부산에서 태어났으며 한국외대 법학부를 졸업하였다. 첫 소설 《무궁화 꽃이 피었습니다》이후 발표하는 책마다 베스트 셀러가 되었다. 현실과 픽션을 넘나들며 일본, 중국의 한반도 역사 왜곡을 치밀하게 지적하여 시대의 첨예한 미스테리를 해결하는 소설관은 많은 독자들에게 인기를 얻고 있다. 그의 대표적인 저서로는 《무궁화 꽃이 피었습니다》,《천년의 금서》,《황태자비 납치사건》,《1026》 등이 있다.

## 작가의 말
한반도에는 세계에서도 가장 크고 우량한 고인돌들이 있는데, 그 수효는 전 세계 고인돌의 절반이 넘는다. 중국의 각종 역사서와 경전을 보면 요순(堯舜) 이전의 아득한 옛날부터 동쪽에는 군자국이 있었고, 중국의 어느 군주는 동방의 군자국을 방문하여 예를 배웠다는 기록이 나온다. 《맹자》에는 순임금이 동이(東夷) 사람이라 했고, 《사기》에는 황제부터 순임금에 이르기까지 모두 성이 같은 사람이라 했다. 이 ‘동방의 군자국’이나 ‘동이’란 우리 민족을 가리키는 게 확실하련만 막상 우리나라의 역사 서술은 그렇지 못하다. 안타깝게도 우리의 고대사는 완전히 실종되어버렸고, 우리 국민들은 반만년 전에 훌륭한 나라를 이루었다는 귀에 익은 단군신화와 근 3천 년이나 차이나는 교과서의 역사 서술 사이에서 정체성에 대한 자신감을 완전히 잃어버리고 있다. 세상에는 너무도 신비한 숫자들이 있다. 유대인의 경전인 ‘카발라’에는 72명의 천사가 나오고, 자와섬의 보로부두르 사원에는 72개의 불탑이 있으며, 중국 소림사의 무예도 72가지다. 앙코르와트 사원에는 모두 108개의 석상이 있고, 아그니카야에는 10,800개의 벽돌이 있다. 또 ‘리그베다’ 역시 10,800개의 연으로 이루어져 있고, 장미십자회도 108년 주기로 다음의 행동을 결정한다고 하며, 불교에서도 108번뇌에 대해 말하고 있다. 이런 숫자들은 아시아의 신화나 건축물에서만 나오는 게 아니다. 그 밖에도 72, 108, 216, 432 같은 숫자들이 고대로부터 전해져 내려오는 세계 각지의 건축물이나 고문헌에 자주 등장하고 있다. 나는 요한묵시록을 보면서 거기에 나오는 악마의 수 666의 의미를 생각해보았다. 왜 악마의 수는 666일까. 또한 요한묵시록에는 구원을 받는 사람의 수가 144,000이라고도 했다. 왜 하필 144,000이란 말인가. 그런데 144,000이라는 숫자는 놀랍게도 ‘천부경’을 찾는 열쇠가 된 《격암유록》에도 등장한다. 나는 과학과 이성으로는 풀 수 없는 이런 기이한 문제들을 전력을 다해 좇았다. 특히 우리 역사와 세계사가 만나는 무렵, 즉 단군과 환웅 이전의 환인 시대가 수메르 및 유대인과 어떤 관계를 갖는지를 집중적으로 조사했다. 우리는 환웅이 환인에게서 받았다는 천부인 세 개가 무엇인지를 밝혀내야 하고, 세상에서 가장 해득하기 어렵다는 천부경 81자의 비밀도 밝혀내야 한다. 또한 기독교가 이 땅에 전래되기 전에 쓰여진 《격암유록》과 성경에 공히 나오는 오시리스 숫자를 통해 두 기록의 연관성을 찾아내야 하고, ‘신지비사’와 ‘개물교화경’을 이루고 있는 숫자들이 바둑판의 내외 칸 수와 같은 이유도 밝혀야 하며, 그걸 곱하면 세계 곳곳에서 나타나는 오시리스 숫자가 되는 이유도 알아내야 한다. 이런 신비한 숫자를 좇음으로 해서 우리는 한민족의 문명과 세계 고대문명과의 상관관계도 조명할 수 있고, 아직 실체를 밝혀내지 못한 우리의 뿌리도 알 수 있을 것이다.

## 줄거리
인류를 구원할 마지막 기회, ‘최후의 경전’에 다가가기 위해 수의 비밀을 풀어내는 한국인 청년 인서와 신비의 여인 환희, 수학자 나딘의 여정이 흥미진진하게 펼쳐진다. 13, 72, 108, 144 등 전 대륙에 걸쳐서 공통적으로 전해져오는 신비의 숫자들을 동서양을 넘나드는 경전과 신화, 유적 등을 통해 밝혀내는 과정을 구체적이고 실감나게 보여주며 독자들을 ‘수의 비밀’의 세계로 이끈다. 또한 자본으로 세계를 지배하려는 비밀결사 모임 프리메이슨과의 대결, 카발라와 짝이 된다는 신비의 경전의 정체가 밝혀진다.